# USS Nassau (LHA-4)
«Нассау» (англ. USS Nassau (LHA-4)) був десантним кораблем типу «Тарава». У активному стані він міг перевозити понад 3000 військовослужбовців ВМС США та Корпусу морської піхоти США. 

## Історія створення
Компанія Ingalls Shipbuilding у Паскагулі, штат Міссісіпі, заклала кіль корабля 13 серпня 1973 року; Корабель був введений в експлуатацію 28 липня 1979 року і ніс службу до 31 березня 2011 року. 

## Конструкція
У «Нассау» було 1400 відсіків, дев'ять ліфтів і два горизонтальних конвеєра. Вона також мала два котли – найбільші, які коли-небудь виготовлялися для ВМС США. Вони могли генерувати 400 тонн пари на годину і розвивати 140 000 кінських сил (100 МВт). Електроенергетична підсистема «Нассау» забезпечувала 14 МВт електроенергії. Вона мала обладнання для кондиціонування повітря загальною потужністю 1500 тонн (5,3 МВт) [потрібне цитування] і могло баластувати 12 000 тонн морської води для облаштування корабля для прийому та вивантаження десантних кораблів з колодязної палуби.
Вона була побудована з понад 20 000 тонн сталі, 3 000 тонн алюмінію, 400 миль (640 км) кабелю та 80 миль (130 км) труб. У неї був носовий підрулювач потужністю 900 кінських сил (670 кВт) для бокового руху на низьких швидкостях, який міг рухати носову частину силою 20 000 фунтів (90 кН), що еквівалентно половині тягової сили дизельного локомотива. Вона була обладнана лікарнею на 300 ліжок, чотирма медичними і трьома стоматологічними операційними. Її вантажні зони були здатні вмістити танки, вантажівки, артилерію та великі військові потреби.

## Історія служби
OV-10 Broncos на борту «Нассау» в 1983 році.
USS Nassau був прийнятий на службу в Паскагула, штат Міссісіпі, 28 липня 1979 року. У жовтні він був розгорнутий для посилення бази Гуантанамо та отримав відзнаку ВМС за заслуги лише через 70 днів після введення в експлуатацію.
У квітні 1981 року корабель було відправлено в Середземне море, щоб виконати зобов'язання США мати там два авіаносці. Вона діяла десять тижнів поспіль як авіаносець, підсилюючи авіаносець Шостого флоту USS Saratoga. Штурмові ескадрильї морської піхоти 231 і 542 сформували групу морської авіації 32, оснащену літаками AV-8A. Це був перший випадок, коли ВМС США використовували корабель-амфібію як носій Harrier.[3][4]
«Нассау» було направлено до Бейрута з 24-м морським десантним загоном у лютому 1984 року, менш ніж через чотири місяці після вибуху в казармах у Бейруті.
На підтримку операцій «Щит пустелі»/«Буря в пустелі» «Нассау» перебував на Близькому Сході понад вісім місяців із попередженням лише за вісім днів. Покинувши Сполучені Штати, «Нассау» став флагманом для командувача оперативно-десантною групою та генерала-командувача 4-го MEB. В останній тиждень війни вона була найнята як «Harrier Carrier», доручена діяти головним чином як штурмовик STOVL для винищувачів морської піхоти AV-8B Harrier II [6].
Протягом 1990-х «Нассау» брав участь у кількох інших операціях, включаючи операції «Захист демократії», «Заборона польоту», «Союзна сила» та «Шляхетна ковадка». Ці операції були спрямовані на підтримку цілей зовнішньої політики США; вона також брала участь у численних військово-морських і спільних навчаннях, які привели її в численні місця в Атлантичному, Середземноморському та Адріатичному регіонах, включаючи Гаїті, Іспанію, Марокко, Італію, Францію, Грецію, Ізраїль, Албанію, Заїр і Косово.
AV-8B Harrier починає свій запуск з «Нассау» в 2003 році.
MV-22 Osprey приземлився на «Нассау» в 2007 році.
«Нассау» отримала свою першу нагороду «Бойова ефективність «E» [7] у листопаді 1983 року, а другу — у 2007 році. Ці нагороди щорічно присуджуються кораблям, які демонструють найвищий стан бойової готовності у своїй групі та свою здатність виконувати свої військові дії. завдання.[8]
Вона була розгорнута в лютому 2008 року як флагман Експедиційної ударної групи «Нассау» для підтримки операцій з безпеки на морі та зусиль у сфері безпеки на ТВД у зонах відповідальності 5-го та 6-го флоту ВМС.
Окрім основної ролі морського транспорту, Nassau служив флагманом; логістичний центр для вхідної та вихідної пошти, вантажів та інших матеріалів; бойовий пошук і рятування та тактичне підйом і рятування збитих літаків і особового складу.
У липні 2008 року вона повернулася з бойових дій і проходила технічне обслуговування. О 16:30 за центральним часом у четвер, 18 вересня 2008 року, телеканал KHOU News 11 у Х’юстоні, штат Техас, оголосив, що «Нассау» приходить на допомогу острову Галвестон після обрушення на сушу урагану Айк. «Нассау» став на якір у 7 милях (11 км) від берега, і на острів перекинули війська з важкою технікою, щоб допомогти з ліквідацією руйнувань, спричинених ураганом.
У січні 2010 року «Нассау» покинув свій порт у Вірджинії, перевозячи 24-й експедиційний підрозділ морської піхоти (MEU) у планове розгортання приблизно на сім місяців. 24-й MEU, що базується в Кемп-Лежен, штат Північна Кароліна, складається з наземного бойового підрозділу, батальйонної десантної групи, авіаційного бойового підрозділу, бойового підрозділу матеріально-технічного забезпечення та командного елементу.[9]
«Нассау», що супроводжувався USS Mesa Verde і USS Ashland, складався з Нассауської десантної групи (ARG), яка підтримувала операції з безпеки на морі та багато іншого в районах 5-го і 6-го флоту. 5-й флот охоплює Перську затоку, Червоне море, Оманську затоку та частину Індійського океану; 6-й флот охоплює Середземне море.[10]
21 січня 2010 року «Нассау» було направлено на Гаїті для надання допомоги міжнародній гуманітарній допомозі після землетрусу [11].
Після завершення своїх гуманітарних зусиль на Гаїті «Нассау» продовжив свою місію на Близькому Сході, врешті-решт зрівнявши рекорд ВМС за 159 днів поспіль у морі без заходу в порт.